# 16973 Gaspari
16973 Gaspari (1998 WR19) là một tiểu hành tinh vành đai chính được phát hiện ngày 23 tháng 11 năm 1998 bởi nhóm nghiên cứu tiểu hành tinh gần Trái Đất phòng thí nghiệm Lincoln ở Socorro.